# União dos Palmares
União dos Palmares est une ville brésilienne du nord-est de l'État de l'Alagoas.
La municipalité s'étend sur 428 km2 et sa population était de 62 358 habitants (2010) . Les terres agricoles environnantes sont en grande partie consacrées à la canne à sucre et au bétail. À une certaine époque, lorsque la ville était une gare ferroviaire active avec un service régulier de passagers,  elle s'appelait simplement União en raison de sa jonction ferroviaire reliant Alagoas et Pernambuco. Le nom a été changé en 1944 pour refléter son importance historique. La ville voit de plus en plus de touristes nationaux et étrangers attirés par des caractéristiques historiques et naturelles qui sont maintenant[Depuis quand ?] protégées dans le Parque Nacional Serra da Barriga et le Parque Memorial Quilombo dos Palmares.

## Histoire
La ville d'União dos Palmares a une importance historique pour les Afro-Brésiliens. Sur une colline voisine se trouvait un mocambo ou, en termes plus récents, un quilombo. C'étaient des centres d'esclaves africains fuyant et résistant à l'esclavage. Connu sous le nom de Quilombo dos Palmares, c'était le plus grand et le plus organisé des nombreux quilombos du Brésil. La figure la plus célèbre du Quilombo dos Palmares était Zumbi dos Palmares. Les quilombos ont atteint une population d'environ 30 000 personnes composée d'anciens esclaves et de quelques alliés amérindiens. Entre 1672 et 1696, il a résisté aux attaques répétées des forces coloniales jusqu'à ce qu'il tombe aux mains des forces régulières avec de l'artillerie.

## Relation d'aujourd'hui à l'histoire
La ville est la porte d'entrée du Parque Memorial Quilombo dos Palmares dans le Parque Nacional Serra da Barriga et décrit comme "A Terra da Liberdade" (La terre de la liberté). Les célébrations commémoratives attirent les visiteurs et le parc est une zone naturelle préservant les forêts atlantiques semi-caduques en voie de disparition de la Mata Atlântica. Le parc attire des visiteurs nationaux et étrangers dans les hébergements touristiques de la ville. Le parc et la ville ont été rendus publics par une cérémonie d'ouverture le 19 novembre 2007 par le ministre de la culture Gilberto Gil.